# NGC 5855
NGC 5855 is een compact sterrenstelsel in het sterrenbeeld Maagd. Het hemelobject werd op 30 mei 1887 ontdekt door de Amerikaanse astronoom Lewis A. Swift.

## Synoniemen
- ZWG 49.10
- NPM1G +04.0455
- PGC 54014